# Styringomyia bancrofti
Styringomyia bancrofti är en tvåvingeart som beskrevs av Edwards 1914. Styringomyia bancrofti ingår i släktet Styringomyia och familjen småharkrankar. Inga underarter finns listade i Catalogue of Life.